# アレクサンダー・ルンプフ
アレクサンダー・ルンプフ（Alexander Rumpf, 1928年4月8日 - 1980年12月1日）は、ドイツ出身の指揮者。
カールスルーエの生まれ。オットー・マツェラートに指揮法を学び、ヘルベルト・フォン・カラヤンの弟子でもあった。1953年から地元の歌劇場の指揮者となり、プフォルツハイム、デュッセルドルフ、ベルリンなどドイツの主要都市の歌劇場で指揮を執った。1964年からNHK交響楽団の常任指揮者を務めたが、翌年に辞任して本国に戻っている。NHK交響楽団は、ルンプフの辞任後、1996年にシャルル・デュトワが就任するまで、常任指揮者の座を空席とした。
レムシャイトにて没。

## 註
1. ↑  奥田佳道「N響の基礎を創った指揮者たち」『ワーグナー＆シュトラウス管弦楽曲集』キングレコード<KICC 3037>、2001年、解説。
2. ↑  "Meyers grosses Universal-Lexikon Jahrbuch 1981", Bibliographisches Institut, 1981, p.303